# 憤怒的小鳥太空版
《愤怒的小鸟太空版》是Rovio娛樂根据前作《憤怒鳥》所開發的一款休閒益智遊戲。在遊戲中，玩家需要使用彈弓在其他星球上發射各種小鳥來打擊建築物和小豬，消滅關卡中所有的小豬。
2013年，《愤怒的小鸟太空版》發布了新世界的更新。此次更新將浮力玩法與强力道具添加到遊戲中，并更新了30個新關卡與3個附加關卡。新關卡中出現了水漾星系，外層仍然是引力環境，内層却充滿了水，需要考慮浮力的作用。新技能Flock of Birds能增强小鳥的攻擊力，Pig Puffer能使小猪們浮起来。此外玩家還可以通過Space Egg（太空鳥蛋）开啟黑洞以启用神秘力量。
在2019年這遊戲被下架。